# Prioridades sociales

## Definición
Un indicador social es necesario en los planes de desarrollo comunitario y son la medida de algún aspecto de la Condición Humana.
El tema de las prioridades sociales viene inmediatamente después como una aplicación de la metodología para la política social para establecer qué acciones se ejecutarán primero y cuáles siguen después; de acuerdo con un orden o una selección que se preestablece, preguntando a los usuarios o clientes de un plan de desarrollo sobre qué temas deben ser los primeros en atenderse y/o asignar ayudas.

## Índices sociales
Estas prioridades se establecen construyendo los indicadores sociales de desarrollo con índices tales como: el índice de pobreza, medido, por ejemplo, con uno o varios como el coeficiente de Engel o el coste de la cesta de la compra o el nivel de economía autosuficiente. Una vez seleccionada una lista con cada indicador social es necesario haber establecido los índices que definen cada indicador. En el ejemplo anterior, el índice de pobreza podría ser definido por el costo de la alimentación dividido por los ingresos familiares, esto es, el coeficiente de Engel. También el porcentaje de hogares sin electricidad o agua permiten medir la pobreza. En este proceso, se puede proceder con otro indicador, como el nivel de educación u otro más, las facilidades de asistencia médica. Así terminamos la escala de indicadores que han sido definidos y compuestos con índices o porcentajes o promedios, o cualquier medidor de datos estadísticos. Son sumamente útiles para planificar objetivos a corto y medio plazo sobre la calidad de vida de la población.

## Selección de Prioridades
Los diferentes conceptos han sido tomados del proyecto en curso, 1995 - 2006, Human Condition" en el Condado de Barnstable (CapeCod), USA.
- Prioridades sociales cualitativas para áreas (indicadores) que se consideran interconectadas y que vienen estudiándose en la última década.

- Costo de/y acceso al cuidado de la salud.
- Viviendas y personas sin hogar.
- Economía autosuficiente.
- Violencia.
- Abusos de sustancias y otras adicciones.
- Discriminación.
- Mayores.
- Jóvenes.
- Estrés, ansiedad y depresión.
- Falta de tiempo para sí mismo y para los otros.

El más votado en las encuestas son el tema de la salud, le sigue vivienda y así sucesivamente. Además, puede hacerse algún comentario sobre la evolución del desarrollo en la población ya que existen otras encuestas durante la última década. También se pueden tener observaciones de tipo sociológico sobre los cambios en la cultura de la población dado que esta y las necesidades definen las prioridades, opinión cierta en un análisis funcionalista.
Las viviendas y las personas sin hogar son prioritarias, sin embargo aparecen de manera distinta en 1995. En ese momento, por ejemplo, no se medía el número de personas sin hogar. Los temas relacionados con salud han sido redefinidos y elevaron su prioridad al primer lugar en 2004. Los dos últimos Estrés... y Falta de tiempo... aparecen por primera vez y son indicadores cualitativos. El indicador Economía... ha sido también redefinido. Mayores y Jóvenes son fluctuantes, en tanto Transporte y Desempleo no figuran. Aparecen nuevos indicadores y dejan de usarse otros.
Otras encuestas no gubernamentales, del periódico local y fundaciones, coinciden en prioridades dentro del rango de las diez posiciones, pero con diferencias. Esta cuestión es interesante.
La revista Cape Business. Nov./Dic. 2007, Peter Francese presenta un vademécum de temas sociolaborales y demográficos para el Condado y en las mismas fechas se efectúa una encuesta de temas de salud por el grupo del municipio Human Condition.

## Metodología para el Proyecto total
Repasando el proceso completo:
- Un estudio demográfico de la población y
- Un estudio socioeconómico, sobre las personas que van a votar o encuestar.

Ambos utilizan las estadísticas de los dos últimos censos.
- Trabajos de campo para contrastes de hipótesis.
- Primero una encuesta piloto por muestreo.
- Eventualmente examen de otras encuestas.
- Desarrollo de la lista de indicadores sociales.
- Construcción de índices para definir sus componentes.
- Establecimiento de prioridades sociales por la
- Encuesta por muestreo para construir la tabla.

- Aspectos Legislativos y Presupuestarios.
- Posteror seguimiento y crítica del Proceso.

El contraste de hipótesis de trabajo también puede referirse a la supresión de algunas o nuevas prioridades, o bien, sobre los mismos indicadores que las miden; pero primoridialmente con el trabajo de campo se busca construir una escala de prioridades ordenadas por la importancia que les dan los encuestados.
Sobre la cuestión de la importancia de la evolución cultural y los valores. Una perspectiva teorética en sociología y desde el punto de vista del funcionalismo y de las escalas de medición con los Indicadores Juan Díez Nicolás, enfatiza que la evolución cultural hace los cambios en las prioridades. Las respuestas de los encuestados sirven para establecer una escala de prioridades sociales, pero la evolución cultural y los cambios de valores hacen la diferencia. Asimismo el desarrollo económico (necesidades) hace obsoletas algunas prioridades y enfatiza otras. 
Los índices de desarrollo humano y las escalas de prioridades de la calidad de vida, se han elaborado a nivel mundial por las Naciones Unidas: Índice de desarrollo humano, comprenden la esperanza de vida, tasa de alfabetización, tasa de enseñanza y producto interior bruto. Los indicadores de objetivos de desarrollo ha catalogado 12 prioridades con sus estadísticas para todos los países.
El primero es la pobreza y, consecuentemente, el hambre.
Además, las Encuestas de Valores del ASEP (España) trabajan en 12 temas sobre [materialismo-postmaterialismo] o materiales y espirituales. Los valores espirituales son más importantes cuanto mayor es la clase social y la exposición a la información crece. Han aplicado métodos de investigación sobre los resultados más complejos como 'path analysis' y análisis gráficos. En Internet: materialismo-postmaterialismo.
Solo queda comentar que gracias a la claridad de las definiciones del SIISE, Ecuador, las que han sido muy útiles para escribir este artículo. En Internet: definiciones del siise.

## Ingreso por prioridades sociales en centros de mayores
El aumento de la esperanza de vida y la baja tasa de natalidad están originando un incremento del porcentaje de personas mayores y una población más envejecida.  Y como resultado, un mayor número de casos de personas mayores en riesgo de desprotección y/o maltrato.
Los servicios sociales son el conjunto de servicios y prestaciones para la prevención, atención o cobertura de las necesidades individuales y sociales básicas de las personas con el fin de lograr o aumentar su bienestar social.
En el artículo 8 del Decreto 58/2014, de 11 de diciembre, por el que se aprueba el Catálogo de Servicios Sociales de Castilla y León, describe la situación de necesidad social extrema como “aquella  de naturaleza apremiante que afecta y compromete las capacidades personales, los recursos y medios de subsistencia, las relaciones familiares y sociales y la seguridad, generando a las personas afectadas una situación de desprotección grave que precisa de una intervención urgente, ineludible e inaplazable, al objeto de evitar que se agrave y/o genere mayor perjuicio”. 
El expediente de ingreso por vía de urgencia deberá contener la documentación exigida para la tramitación ordinaria aunque en todo caso, será imprescindible para dictar la resolución de ingreso, la solicitud, el informe médico y el informe social, “el Gerente de Servicios Sociales, a propuesta de la Gerencia Territorial correspondiente, podrá acordar con carácter excepcional el ingreso de una persona mayor en situación de emergencia con el fin de salvaguardar su integridad personal “. (Decreto 56/2001, de 8 de marzo por el que se aprueba el Reglamento regulador del régimen de acceso a las plazas en los centros residenciales para personas mayores, dependientes de la Administración de la Comunidad de Castilla y León y a las plazas concertadas en otros establecimientos) 
El ingreso se efectuará en la primera plaza vacante que se produzca en cualquiera de los centros residenciales de la Gerencia de Servicios sociales o en plazas concertadas, atendiendo a las características de la persona. 
Así las plazas para personas mayores se clasifican en:
-       Plazas para personas mayores válidas: Personas que mantienen unas condiciones personales, físicas y psíquicas, que les permiten realizar de forma autónoma las actividades de la vida diaria.
-       Plazas para personas mayores asistidas: Personas con limitaciones en su autonomía personal y que les impiden realizar las actividades básicas necesitando de ayuda de terceras personas.
-       Plazas psicogeriátricas: Personas asistidas con trastornos graves del comportamiento, derivados o compatibles con la situación de demencia, que imposibiliten la convivencia. 